# آنیلینیم کلرید
آنیلینیم کلرید (به انگلیسی: Anilinium chloride) یک ترکیب شیمیایی با شناسه پاب‌کم ۸۸۷۰ است. شکل ظاهری این ترکیب، بلورهای سفید است.